# Ronny Levy
Ronny Levy, auch Roni Levy (* 14. November 1966 in Netanja), ist ein ehemaliger israelischer Fußballspieler und derzeitiger -trainer.

## Karriere als Spieler
Levy begann mit dem Fußballspielen im Alter von sieben Jahren bei Maccabi Netanja in seiner Heimatstadt. Im Jahr 1985 rückte er in den Kader der ersten Mannschaft auf, die seinerzeit in der Ligat ha’Al, der höchsten Spielklasse Israels, vertreten war. In der Saison 1987/88 konnte er mit seiner Mannschaft die Vizemeisterschaft hinter Hapoel Tel Aviv erringen. Zur Rückrunde der Spielzeit 1989/90 verließ Levy Netanja, nachdem seine Mannschaft die Qualifikation zur Meisterrunde verpasst hatte, und schloss sich Bne Jehuda Tel Aviv an. Mit seiner neuen Mannschaft konnte er die erste Meisterschaft für Bne Jehuda gewinnen. Im Sommer 1990 kehrte er nach Netanja zurück.
Im Sommer 1992 verließ Levy Maccabi Netanja erneut und heuerte beim Spitzenklub Maccabi Haifa an. Mit seiner neuen Mannschaft gewann er im Jahr 1993 den israelischen Pokal. Im anschließenden Europapokal der Pokalsieger zog das Team nach Siegen über F91 Düdelingen und Torpedo Moskau in die zweite Runde ein, wo es dem späteren Finalisten AC Parma im Elfmeterschießen unterlag. Am Saisonende gewann Leya mit Maccabi seine zweite Meisterschaft. In der Qualifikation zur Champions League unterlag Maccabi jedoch dem SV Austria Salzburg. Nach zwei Vizemeisterschaften 1995 und 1996 sowie einem weiteren Pokalsieg im Jahr 1995 beendete Levy im Sommer 1997 seine Karriere.

### Nationalmannschaft
Levy bestritt zwischen 1993 und 1995 insgesamt 16 Spiele für die israelische Nationalmannschaft. Er debütierte am 22. September 1993 im Freundschaftsspiel gegen Rumänien. Sein letztes Länderspiel bestritt er am 16. August 1995 gegen Ungarn.

## Karriere als Trainer
Nach dem Ende seiner aktiven Laufbahn war Levy zunächst als Jugendtrainer seines früheren Vereins Maccabi Haifa tätig. Nachdem er im Jahr 2000 bereits als Interimstrainer ausgeholfen hatte, wurde er mit Beginn der Saison 2003/04 Cheftrainer von Maccabi. Er gewann von 2004 bis 2006 drei Meisterschaften in Folge. Der Einzug in die Gruppenphase der UEFA Champions League blieb ihm jedoch verwehrt. Nach der verpassten Meisterschaft 2008 trennten sich die Wege von Levy und Maccabi. Ende 2008 übernahm er den Ligakonkurrenten Maccabi Petach Tikwa. Knapp ein Jahr später wurde er dort im November 2009 bereits wieder entlassen.
Levy verließ Israel und wurde Anfang Januar 2010 Cheftrainer des amtierenden rumänischen Meisters Unirea Urziceni. Diesen führte er zur Vizemeisterschaft 2010. Nachdem er mit seiner Mannschaft schlecht in die Saison 2010/11 gestartet und in der Qualifikation zur Champions League gescheitert war, trennte sich der Verein im August 2010 von ihm. Er kehrte nach Israel zurück und heuerte im Januar 2011 beim abstiegsbedrohten Beitar Jerusalem an. Nach dem Klassenerhalt in der Abstiegsrunde nahm ihn Mitte Juni 2011 der rumänische Rekordmeister Steaua Bukarest unter Vertrag. Am 29. September 2011 wurde er nach fünf sieglosen Spielen entlassen und durch Ilie Stan ersetzt. Einen Tag später wurde er Cheftrainer von Anorthosis Famagusta auf Zypern. Mit Anorthosis erreichte er in der Spielzeit 2011/12 die Meisterrunde, belegte dort aber nur den letzten Platz. In der Saison 2012/13 stand er mit seinem Team auf dem zweiten Tabellenplatz, als er Anfang April 2013 entlassen wurde.
Anfang Dezember 2013 kehrte Levy nach Israel zurück, als er zum zweiten Mal Beitar Jerusalem übernahm. Mit Beitar verpasste er die Teilnahme an der Meisterrunde. Am Saisonende trennten sich die Wege wieder. Im Januar 2015 wurde er Cheftrainer von Maccabi Netanja. Den Aufsteiger führte er in der Saison 2014/15 zum Klassenerhalt. Im Sommer 2015 kehrte er zu Maccabi Haifa zurück, wo er Marco Balbul beerbte. In Haifa konnte er im Jahr 2016 den israelischen Pokal gewinnen und so die Qualifikation zur Europa League realisieren. Nach dem Aus in der zweiten Qualifikationsrunde gegen den FC Nõmme Kalju wurde er im Juli 2016 entlassen. Im Oktober 2016 wurde Levy zum zweiten Mal Cheftrainer von Anorthosis Famagusta. Er verließ den Verein Ende September 2018.

## Erfolge

### Als Spieler
- Israelischer Meister: 1990, 1994
- Israelischer Pokalsieger: 1993, 1995

### Als Trainer
- Israelischer Meister: 2004, 2005, 2006
- Israelischer Pokalsieger: 2016
- Rumänischer Vizemeister: 2010